# ADME

药代动力学过程

ADME是药代动力学和药理学中“吸收（Absorption）、分布（Distribution）、代谢（Metabolism）和排泄（Excretion）”的英文首字母缩写，描述了药物化合物在生物体内的处置（disposition）的动态变化。这四个因素均影响着药物水平和药物组织暴露动力学，从而影响化合物作为药物的药效和药理活性。若需兼顾药物释放（Liberation）和/或药物毒性（Toxicity），則會合稱為LADME、ADMET或LADMET。

## 组成

### 药物吸收/给药
若要將化合物送達特定組織，化合物需要先进入血液中——通常化合物经消化道等粘膜表面（肠道吸收），才會到達靶細胞。化合物的溶解度、胃排空时间、肠道转运时间、化学性质稳定性以及消化道渗透性等因素均会降低口服给药的药物吸收程度，即口服生物利用度。吸收可以决定化合物的生物利用度，一种口服生物利用度不佳的药物，则通常需要以一些较差顺应性的方式给药，如静脉注射给药或吸入给药（例如扎那米韦）。给药途径在药物设计中是重要的考量因素之一。

### 药物分布
药物化合物通常经过血液被转运至起效部位，经血液化合物可程度不同地分布至肌肉和人体器官中。在经血管注射或从各种细胞外吸收进入体循环后，药物需经历各种分布过程，而这个过程同时会降低血浆中的药物浓度。
药物分布定义为药物在一个室到另一个室的可逆转运。影响药物分布的一些因素包括：局部血液流速、分子体积、分子极性和与血浆蛋白结合率。在某些体内屏障（例如血脑屏障）中，药物分布是一个关键考量因素。

### 药物代谢
化合物从进入人体即开始分解。大多数小分子药物经由肝脏通过氧化还原酶（称为细胞色素P450酶）发生代谢过程。随着药物体内代谢的发生，初始（母）化合物被转化为代谢产物的新化合物。当代谢物呈现药理惰性时，代谢可能会使母药（化合物）在给药剂量下失活并降低化合物在人体内活性。代谢物也可能具有药理活性，甚至比母药更具药理活性（参见前体药物）。

### 药物排泄
化合物及其代谢物需要通过排泄过程从体内清除，通常可经肾脏（尿液）或肠道（粪便）清除。若排泄过程不充分，外源性药物会在体内积聚并对正常的新陈代谢产生不利影响。
药物排泄主要经由三个人体器官进行。肾脏是化合物（药物）经由尿液排出体外的器官，同样也是最重要药物排泄器官。胆汁排泄或粪便排泄是化合物从肝脏开始代谢并经肠道最终与粪便一起排出的过程。另一种排泄途径是通过肺（例如麻醉气体）进行。
经肾脏排泄药物涉及3个主要机制：
- 非结合药物通过肾小球滤过。
- 通过转运体主动分泌游离药物或蛋白结合药物。转运体包括阴离子转运体（如尿酸盐、青霉素、葡糖苷酸、硫酸结合物）和阳离子转运体（如胆碱、组胺）。
- 药物在肾小管经浓缩至原浓度100倍以获得对排泄更有利的浓度梯度，从而经被动扩散分泌并通过尿液排出。[11]

## 药物毒性
通常药物设计会考量化合物的潜在或实际毒性（ADME-Tox或ADMET）。用于表征毒性的参数包括：半数致死剂量（LD 50）和治疗指数。
计算化学家试图通过QSPR或QSAR等手段预测化合物的ADME-Tox性质。
给药途径可大幅影响ADME性质。